# Kalkkop
Koordinaten: 32° 42′ 33,8″ S, 24° 25′ 52,1″ O
Der Kalkkop-Krater ist ein Einschlagkrater in Südafrika. Der Krater befindet sich auf dem Gebiet einer privaten Farm etwa 50 Kilometer südlich der Stadt Graaff-Reinet in der Provinz Ostkap. Seinen Namen hat er von zwei Worten aus dem Afrikaans: „Kalk“, was Kalkstein bedeutet, „kop“ steht für Kopf.
Der Einschlag fand vor etwa 250.000 Jahren im Pleistozän statt und erzeugte einen Krater von 640 Metern Durchmesser und wenigen hundert Metern Tiefe, heute ist er mit Sedimenten verfüllt und noch 88 Meter tief. Nur noch ein erodierter Ring ist an der Oberfläche sichtbar.